# Thismiaceae
{{Taxobox
| name = 
| regnum = 
| divisio = 
| classis = 
| ordo = 
| familia = 
| familia_authority = 
| subdivision_ranks = родови
| subdivision = 
- -{Afrothismia (Engl.) Schltr.
- Haplothismia Airy Shaw
- Oxygyne Schltr.
- Thismia Griff.
- Tiputinia P.E. Berry & C. L. Woodw.}-

}}
Thismiaceae је фамилија монокотиледоних скривеносеменица, коај постоји у неколико система класификације (Chase et al. 1995, 2000; Angiosperm Phylogeny Group 1998; Caddick et al. 2000; Neyland 2002; Thiele & Jordan 2002, Merckx et al. 2006 и Woodward et al. 2007), али је неки убрајају у сродну фамилију Burmanniaceae као трибус Thismieae (APG II, Maas-van de Kamer).
Фамилија/трибус се састоји од пет родова, од којих се три (Afrothismia, Haplothismia и Oxygyne) налазе у Старом Свету, а Tiputinia је искључиво амазонијски.